# 李鎮赫 (運動員)
李鎮赫（朝鮮文：리진혁；英文：Ri Jin-Hyok；1989年8月28日—），朝鮮足球運動員，司職中場。

## 簡歷
李鎮赫於2008年入選朝鮮國家足球隊參與亞足聯挑戰盃賽事，先後在分組賽對尼泊爾國家足球隊和緬甸國家足球隊上陣，之後在季軍戰對緬甸國家足球隊再次上陣，最後獲得季軍。 2010年，代表朝鮮參加越南足協盃賽事，先後在對新加坡國家足球隊、韓國大學生足球代表隊和越南國家足球隊的比賽中上陣，其中在對越南國家足球隊打進一球，並且協助朝鮮獲得冠軍。2014年參加了2015年東亞盃資格賽 (第二輪)，協助朝鮮獲得冠軍並取得決賽席位。
此前，曾經代表朝鮮國家青年足球隊參加2008年亞洲U19青年足球錦標賽預選賽，先後在分組賽對新加坡國家青年足球隊、澳門青年足球代表隊和中國國家青年足球隊中上陣，其中對澳門青年足球代表隊的比賽中射入一球。2011年入選朝鮮國家奧運足球隊參與2012年夏季奧林匹克運動會男子足球比賽預選賽，在預選賽前對中國國家奧運足球隊的友誼賽賽事中上陣並打進一球，而在對阿聯國家奧運足球隊的第二輪預選賽第二回合賽事中以正選上陣，卻因主客場得失球負給對方沒能成功晉級第三輪預選賽。
另外，李鎮赫曾代表所屬球會鯉明水體育團參與2014年亞足聯主席盃，先後在分組賽和最終輪賽事中上陣，但對土庫曼足球聯賽球會阿什哈巴德HTTU的決賽中落敗而屈居亞軍。

## 國際賽進球
朝鮮
| # | 日期          | 場地     | 對手 | 進球 | 比數 | 比賽             |
| - | ------------- | -------- | ---- | ---- | ---- | ---------------- |
| 1 | 2010年11月6日 | 越南河內 | 越南 | 0–2  | 0–2  | 2010年越南足協盃 |

朝鮮U-23
| # | 日期         | 場地     | 對手 | 進球 | 比數 | 比賽   |
| - | ------------ | -------- | ---- | ---- | ---- | ------ |
| 1 | 2011年6月3日 | 中國上海 | 中國 | 0–1  | 1–2  | 友誼賽 |

朝鮮U-20
| # | 日期           | 場地     | 對手 | 進球 | 比數 | 比賽                              |
| - | -------------- | -------- | ---- | ---- | ---- | --------------------------------- |
| 1 | 2007年11月10日 | 中國柳州 | 澳門 | 5–0  | 7–0  | 2008年亞洲U19青年足球錦標賽預選賽 |

## 榮譽

### 國家隊
朝鮮
- 東亞盃資格賽（第二輪）冠軍：2014年；

## 連結
- . National Football Teams. Benjamin Strack-Zimmerman.   [23 December 2012].
- Jin-Hyok Ri- Soccerway （页面存档备份，存于） （英文）